# João Cotistis
João Cotistis (em latim: Ioannis Cottistis), segundo Conde Marcelino, foi o líder de uma rebelião de curta duração no Império Bizantino. Foi mencionado na História das Guerras de Procópio de Cesareia, bem como nos Anais de Conde Marcelino.

## Vida
As origens de João Cotistis são incertas. Em 537, estava servindo no exército bizantino como infante. Estava estacionado em Dara, onde iniciou uma revolta militar contra o imperador Justiniano I (r. 527–565). Provavelmente foi declarado imperador, porque as fontes o descrevem como "tirano", que era o termo frequentemente usado para imperadores usurpadores. Foi morto em batalha quatro dias após o início de sua rebelião. De acordo com o historiador do Procópio de Cesareia: "Na cidade de Dara ocorreu o seguinte evento. Havia um certo João lá servindo em um destacamento de infantaria; este homem, em conspiração com alguns poucos soldados, mas não todos, apoderou-se da cidade, tentando fazer-se tirano. Depois, estabeleceu-se num palácio como se fosse uma cidadela, e fortalecia a cada dia a sua tirania. E se não tivesse acontecido que os persas continuassem a manter a paz com os romanos, dano irreparável teria vindo deste caso para os romanos. Mas, como foi, isso foi impedido pelo acordo que já havia sido alcançado, como eu disse." O acordo mencionado por Procópio foi a Paz Eterna de 532, que foi assinado no final da Guerra Ibérica. A rebelião ocorreu durante um período de cooperação entre o Império Bizantino e o Império Sassânida, as duas grandes potências do Oriente Médio. Justiniano estava concentrando seus recursos em suas guerras de reconquista contra os vândalos no norte da África e na Itália contra os ostrogodos, negligenciando as defesas do Império Bizantino no Oriente.
Procópio continua: "No quarto dia da tirania alguns soldados conspiraram juntos, e por conselho de Mamas, o sacerdote da cidade, e Anastácio, um dos cidadãos notáveis, subiram ao palácio ao meio-dia, cada homem escondendo uma pequena espada sob sua roupa. E primeiro na porta do pátio encontraram alguns guarda-costas, os quais mataram imediatamente. Então entraram no apartamento dos homens e prenderam o tirano; mas alguns dizem que os soldados não foram os primeiros a fazer isso, mas enquanto ainda hesitavam no pátio e trêmulos com o perigo, um certo vendedor de salsichas que estava com eles entrou correndo com seu cutelo e, ao encontrar João, o feriu inesperadamente. Mas o golpe que lhe foi desferido não foi fatal, continua o relato, e ele fugiu com grande clamor e de repente caiu entre esses mesmos soldados. Assim, colocaram as mãos sobre o homem e imediatamente incendiaram o palácio e o queimaram, para que não houvesse esperança de lá para aqueles que faziam revoluções; e João levaram à prisão e amarraram. E um deles, temendo que os soldados, ao saber que o tirano sobreviveu, pudessem novamente causar problemas à cidade, matou João, e assim parou a confusão. Tal, então, foi o progresso dos eventos que tocam esta tirania." Nos Anais, Conde Marcelino também menciona a morte de John Cotistis: "Também no Oriente, João Cotistis foi morto em Dara enquanto usurpava o poder antes que pudesse empreender qualquer ação hostil contra o imperador."